# Celaena traegeri
Celaena traegeri är en fjärilsart som beskrevs av Bois-reymond 1931. Celaena traegeri ingår i släktet Celaena och familjen nattflyn. Inga underarter finns listade i Catalogue of Life.